# 企嶺下

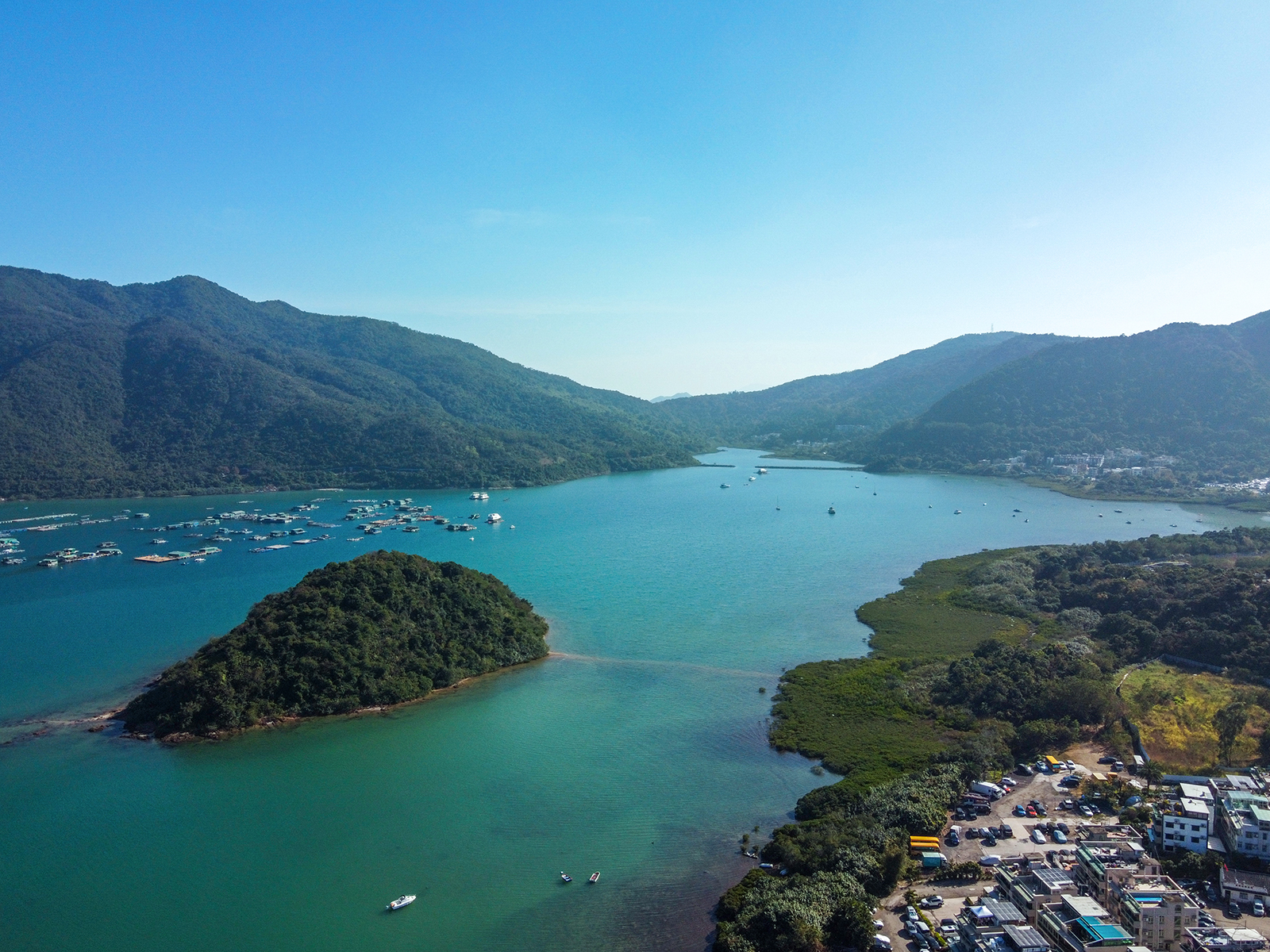
航拍企嶺下海，前方為企嶺下新圍，左方小島為烏洲

企嶺下是香港新界大埔區的一個地方，位於西貢北馬鞍山之東北位置，對出的海域也被命名為企嶺下海。因古時馬鞍山又名「企嶺」，該地位於「企嶺」的山腳，因而得名。區內有兩條村落，分別是企嶺下老圍和企嶺下新圍。
企嶺下紅樹林於1994年8月13日被劃定為具特殊科學價值地點，面積48.4公頃，主要是位於井頭南及企嶺下老圍之間的紅樹林泥灘。